# Öggestorp
Öggestorp is een plaats in de gemeente Jönköping in het landschap Småland en de provincie Jönköpings län in Zweden. De plaats heeft 227 inwoners (2005) en een oppervlakte van 30 hectare.